# Rafael De la Torre
Rafael De la Torre (Camagüey, 30 de julio de 1951 - Buenos Aires, 29 de abril de 2021) Compositor cantante, guitarrista y comediante, fundador de la Nueva Trova, integró los grupos Agramonte, Guaican, Tributo, Jelengue y el Conjunto Nacional de Espectáculos y fue parte de la Unión Nacional de Escritores y Artistas de Cuba (UNEAC).
Es uno de los creadores de la nueva trova cubana Junto a Pablo Milanés, Silvio Rodríguez, entre otros.
Inició sus estudios musicales en 1960, a los 9 años con el profesor Carmelo Álvarez y luego en Conservatorio del profesor González Aullé (autor de la "Amorosa Guajira") donde curso hasta 5.º año de violín, Solfeo y Teoría. En años posteriores fue alumno de Juan Elosegui, Luis Carbonell, con los cuales estudio solfeo e interpretación del repertorio. Estudio canto con el profesor Jorge Luis Pacheco, también en la Escuela de Superación Profesional "Ignacio Cervantes" y posteriormente con el actor y cantante Mario Fernández.
En 1969 siendo soldado del servicio militar y casualmente en el campamento de Managua, donde Silvio Rodríguez, tres años antes había estado, hizo sus primeras canciones, en un viejo piano del Anfiteatro. 
En los años siguientes, canta con el Trío del Preuniversitario de Camagüey, donde también obtiene premios y menciones. Junto a un grupo de destacados músicos de la orquesta sinfónica de Camagüey, funda el grupo "Agramonte", agrupación con formato de orquesta de cámara, también de la Nueva Trova.